# Todos queremos a alguien
Todos queremos a alguien es una película mexicana de comedia romántica de 2017 escrita y dirigida por Catalina Aguilar Mastretta. Está protagonizada por Karla Souza, Ben O'Toole y José María Yazpik.

## Argumento
Una médica única y exitosa brinda oficialmente un servicio de obstetricia y ginecología, pero también brinda consejos a las parejas sobre la felicidad. El giro es que ella no ha tenido éxito en su propia vida romántica. Ella viaja entre su trabajo en los Estados Unidos y la ubicación de su familia inmediata en México. Ella le pide a su compañero de trabajo que se haga pasar por su novio en una boda familiar en México. Cuando su exnovio aparece, la comedia de caos tiene lugar.

## Reparto
- Karla Souza como Clara.
- José María Yazpik como Daniel.
- Ben O'Toole como Asher.
- Alejandro Camacho como Francisco.
- Patricia Bernal como Eva.
- Tiaré Scanda como Abby.
- Ximena Romo como Lily Álvarez.

## Recepción
La película recibió críticas positivas y tiene una calificación del 93% de aprobado en Rotten Tomatoes con un certificado de frescura.